# Конкордат 1818
Конкордат 1818 — угода між Папським Престолом і російським урядом, що регулювало правове становище католицької церкви в Російській імперії після закінчення Наполеонівських воєн.

## Передумови
Необхідність юридичного оформлення відносин Росії зі Святим Престолом виникла після входження до складу Російської імперії земель з переважно католицьким населенням, зокрема Литви та західної частини Білорусії внаслідок третього поділу Польщі.
З утворенням Царства Польського (1815) та визнанням на його території католицизму державною релігією виникла потреба у визначенні правового статусу Римо-католицької церкви.

## Сутність
Відносини між папським престолом і російським урядом регулювали були папи Пія VII «Про заснування Варшавської митрополії» (4 березня 1817) та «Про розмежування єпархій» (30 червня 1818), які й становлять власне Конкордат 1818.
Терен Царства Польського в церковно-адміністративному відношенні поділялася згідно з Конкордатом на 8 єпархій: Варшавську, Краківську, Люблінську, Плоцьку, Каліську, Сандомирську, Яновську та Сейненську, причому Варшавська єпархія набувала статусу митрополії. У веденні папського престолу були питання постачання єпископів та підготовки католицького духовенства. У Варшавському університеті відкрили католицький богословський факультет, викладання на якому велося виключно духовними особами. Бреве папи римського під час публікації не підлягали цензурі. Духовенство Царства Польського отримало можливість регулярних контактів із главою церкви. Російський уряд, своєю чергою, домігся згоди папського престолу на ліквідацію низки збіднілих католицьких монастирів (переважно на білоруських землях).

## Припинення дії конкордату
Положення конкордату 1818 діяли аж до польського повстання 1830-1831. Після його придушення Католицька церква в Польщі втратила автономію і вплив римської курії обмежений. У відповідь папа Григорій XVI в 1832 публічно звинуватив російський уряд у репресіях проти католиків, підтримав духовних осіб, які вчинили непокору владі, а пізніше відмовився затвердити більшість новопризначених російською владою єпископів та інших священнослужителів.